# Francisco Balaguer Mariel
Francisco Balaguer Mariel (Vilallonga, la Safor, 1896 - Argentina, 1965) va ser un compositor de sarsueles valencià.
Feu els estudis de composició i harmonia en el Conservatori de València amb els mestres Ramón Martínez i Pere Sosa. Després actuà com a mestre director en diverses companyies de sarsuela i va col·laborar en obres teatrals amb els mestres Serrano i Luna.
El 1917 estrenà a València la seva primera obra per al teatre. El 1918 l'Orquestra de València donà a conèixer El poble està de festa (poema simfònic), que l'any següent estrenà a Madrid l'Orquestra Filharmònica.
Entre altres sarsueles estrenades a València cal citar:
- 1920. El amor és el amo.
- 1921. Arròs en fesols i naps.
- 1922. En Túnez estan mis ojos.
- 1925. Los grandes autores. Estrenada al Teatro Álcazar de Madrid.
- 1925. Sangre de reyes, en col·laboració amb Pablo Luna.
- 1925. Carmeleta.
- 1927. La prisionera, en col·laboració amb Josep Serrano i Simeón
- 1929. Al dorarse las espigas.
- 1929. Rosamor, estrenada a Bilbao, amb tan gran èxit que s'hagueren de repetir tots els números de la partitura.
- 1937. Una mujer argentina, estrenada a Buenos Aires.
- 1938. Los salmones.
- 1943. Carmen, la sevillana
- 1961. El caballero del milagro